# Stonehenges öppna festival
Stonehenges öppna festival (Stonehenge free festival) var en festival som hölls från 1972 till 1984 vid Stonehenge i England under juni månad, med kulmen under sommarsolståndet 21 juni. 
Festivalen firades av olika alternativa grupper, särskilt nyhedniska. Många illegala droger, som kokain, amfetamin, LSD och cannabis, såldes öppet. Festivalbesökarna betraktades som hippies (vilket somliga även var) av den brittiska allmänheten. Detta ledde till att flera förbud att tillträda Stonehenge infördes, staket restes runt stenarna 1977. Samma år började polisen bötfälla motorburna festivalbesökare som körde över gräsområdet. 1985 förbjöds den öppna festivalen vid Stonehenge. Domen kom dock så sent att vissa festivalbesökare dök upp ändå. Den följande konfrontationen med polisen ledde till Slaget om bönfältet och ingen öppen festival har hållits vid Stonehenge sedan dess, även om det har varit tillåtet att samlas vid stenarna under sommarsolståndet sedan 1999.